# Juri Sergejewitsch Rasuwajew
Juri Sergejewitsch Rasuwajew (russisch Юрий Сергеевич Разуваев; wiss. Transliteration Jurij Sergeevič Razuvaev; * 10. Oktober 1945 in Moskau; † 21. März 2012 ebenda) war ein russischer Schachgroßmeister und -trainer, Journalist und Historiker.

## Karriere

### Erfolge als Spieler
Den Titel eines Internationalen Meisters erhielt er 1973, den Großmeistertitel erlangte er 1976. Er gewann die Turniere von Dubna 1976, Polanica Zdroj 1979, Keszthely 1981, Dortmund 1985, Jurmala 1987, Pula 1988, Protvino 1988, Reykjavík 1990, Leningrad 1992, Tiraspol 1994, Reggio Emilia 1996 und San Sebastian 1996. Beim zweiten Wettkampf UdSSR gegen den Rest der Welt 1984 spielte er an Brett 8 viermal remis gegen Robert Hübner.
Seine letzte Elo-Zahl betrug 2540, die letzte gewertete Partie spielte er 2001.

### Vereine
Als Jugendlicher spielte Rasuwajew für Trud Moskau, mit denen er 1964 die sowjetische Vereinsmeisterschaft gewann. In den 1970er Jahren spielte Rasuwajew für die Mannschaft von Burevestnik Moskau, mit der er 1974 und 1976 sowjetischer Vereinsmeister wurde sowie 1976 und 1979 den European Club Cup gewann und 1982 das Finale des Wettbewerbes erreichte. Später spielte er für Lokomotiv, mit dem er 1990 ebenfalls am European Club teilnahm, aber bereits im Achtelfinale scheiterte. In der deutschen Bundesliga spielte er von 1990 bis 1992 für die SF Dortmund-Brackel, in Österreich war er von 1994 bis 1997 für den SK Merkur Graz gemeldet. Während er in der Staatsliga A ohne Einsatz blieb, nahm er mit den Grazern am European Club Cup 1997 teil und erreichte den fünften Platz. Die ungarische Mannschaftsmeisterschaft gewann Rasuwajew 2001 mit dem Miskolci SSC.

### Schachtraining
Rasuwajew war Assistenztrainer bei zwei Ex-Weltmeistern: Von 1969 bis 1974 bei Michail Botwinnik und von 1978 bis 1982 bei Wassili Smyslow. Zusammen mit Semjon Furman betreute er von 1973 bis 1978 Anatoli Karpow. Von 1982 bis 1994 war er Vorsitzender des Trainerkomitees des Russischen Schachverbandes. Seit 1998 stand er dem Trainerkomitee der FIDE vor und befasste sich in dieser Rolle mit der weltweiten Organisation der Ausbildung von Schachtrainern. Ab 2004 hatte er den Titel eines FIDE Senior Trainer inne. Zu seinen Schülern zählten unter anderem Alexandra Kostenjuk und Jewgeni Tomaschewski.
Rasuwajew verfasste mit verschiedenen Co-Autoren mehrere Schachbücher: 1980 eine Partiensammlung von Akiba Rubinstein, 1981 zusammen mit Gennadi Nessis ein Werk über den Übergang vom Mittelspiel ins Endspiel, das 1982 in deutscher Übersetzung unter dem Titel Die Kunst der Vereinfachung, Band 1 erschien, sowie 1984 zusammen mit Anatoli Mazukewitsch eine englischsprachige Eröffnungsmonographie, The Anti-Sicilian und 2006 ein Werk über Gambit-Eröffnungen Gambite – richtig gespielt.